# 510 aC
El 510 aC va ser un any del calendari romà prejulià. Durant la República Romana il'Imperi, era conegut com l'any 244 ab urbe condita. L'ús del nom «510 aC» per referir-se a aquest any es remunta a l'alta edat mitjana, quan el sistema Anno Domini va ser el mètode de numeració dels anys més comú a Europa.

## Esdeveniments

### Mediterrani
- Tarquini el Superb últim rei de Roma, és destronat i enviat a l'exili.[2]

- Atenes: Els atenesos, enderroquen el tirà Hipies, fill de Pisístrat amb l'ajuda dels espartans. El governant espartà Cleòmenes I hi  imposa una oligarquia proespartana encapçalada per Isàgores.[3][4]
- Demarat puja al tron a Esparta, després de la mort del seu pare Aristó.[5]
- Es va lliurar una gran batalla vora del riu Traens entre Síbaris i Crotona. Els habitants de Crotona van derrotar els sibarites i van destruir la seva ciutat.[6]
- Els ciutadans de Síbaris que van sobreviure a la destrucció de la ciutat per part de Crotona, es van refugiar a Laüs i a Escidros.[7]

## Necrològiques
- Mor Aristó, rei d'Esparta, de la dinastia Euripòntida.[8]